# Adams (Wisconsin, Adams megye, kisváros)
Adams kisváros az USA Wisconsin államában, Adams megyében. Lakosainak száma 1378 fő (2020. április 1.).

## Népesség
A település népességének változása:

| 2010 | 1 345 |
| 2020 | 1 378 |